# Gundi
Gundi is een bestuurslaag in het regentschap Grobogan van de provincie Midden-Java, Indonesië. Gundi telt 1557 inwoners (volkstelling 2010).